# Calidris
Calidris Merrem, 1804 è un genere di uccelli della famiglia Scolopacidae.

## Tassonomia
Il Congresso Ornitologico Internazionale (2019) attribuisce al genere Calidris le seguenti specie:
- Calidris tenuirostris (Horsfield, 1821) - piovanello beccosottile
- Calidris canutus (Linnaeus, 1758) - piovanello maggiore
- Calidris virgata (J.F.Gmelin, 1789) - piro-piro striato (già Aphriza virgata Gmelin, 1789)
- Calidris pugnax (Linnaeus, 1758) - combattente (già Philomachus pugnax (Linnaeus, 1758))
- Calidris falcinellus (Pontoppidan, 1763) - gambecchio frullino (già Limicola falcinellus Pontoppidan, 1763)
- Calidris acuminata (Horsfield, 1821) - piro-piro siberiano
- Calidris himantopus (Bonaparte, 1826) - piro-piro zampelunghe
- Calidris ferruginea(Pontoppidan, 1763) - piovanello
- Calidris temminckii (Leisler, 1812) - gambecchio nano
- Calidris subminuta (Middendorff, 1853) - gambecchio minore
- Calidris pygmaea (Linnaeus, 1758) - gambecchio becco a spatola (già Eurynorhynchus pygmeus (Linnaeus, 1758))
- Calidris ruficollis (Pallas, 1776) - gambecchio collorosso
- Calidris alba (Pallas, 1764) - piovanello tridattilo
- Calidris alpina (Linnaeus, 1758) - piovanello pancianera
- Calidris ptilocnemis (Coues, 1873) - piovanello delle rocce
- Calidris maritima (Brünnich, 1764) - piovanello violetto
- Calidris bairdii (Coues, 1861) - gambecchio di Baird
- Calidris minuta (Leisler, 1812) - gambecchio comune
- Calidris minutilla (Vieillot, 1819) - piro-piro americano
- Calidris fuscicollis (Vieillot, 1819) - piro-piro dorsobianco
- Calidris subruficollis (Vieillot, 1819) - piro-piro fulvo (già Tryngites subruficollis Vieillot, 1819)
- Calidris melanotos (Vieillot, 1819) - piro-piro pettorale
- Calidris pusilla  (Linnaeus, 1766) - piro-piro semipalmato
- Calidris mauri (Cabanis, 1857) - piro-piro occidentale